# Abhar megye

Zandzsán tartomány megyéinek elhelyezkedése

Abhar megye (perzsául: شهرستان ابهر) Irán Zandzsán tartománynak egyik délkeleti megyéje az ország északi részén. Északkeleten Szoltánije megye, keleten Kazvin tartomány és Horramdare megye, délen a Hamadán tartományban fekvő Kabudaráhang megye és Razán megye, délnyugatról, nyugatról Hodábande megye határolják. Székhelye a 88 000 fős Abhar városa. A megye lakossága 158 544 fő. A megye egy további kerületre oszlik: Központi kerület. Két további városa a 11 000 fős Szain Kaleh és a szintén 11 000 fős Hidaj.

## Fordítás
- Ez a szócikk részben vagy egészben  az   Abhar County című angol Wikipédia-szócikk ezen változatának fordításán alapul.  Az eredeti cikk szerkesztőit annak laptörténete sorolja fel. Ez a jelzés csupán a megfogalmazás eredetét és a szerzői jogokat jelzi, nem szolgál a cikkben szereplő információk forrásmegjelöléseként.